# José & Sérgio
 José & Sérgio são uma dupla humorístico da televisão e do rádio brasileiro. Composta pelos irmãos  José Roberto Panamas Sobrinho ou  José Panamas (São Paulo, 12 de maio de 1948) e  José Sérgio Panamas Sobrinho ou  Sérgio Panamas (São Paulo, 24 de julho de 1956).
A dupla é nacionalmente ou internacionalmente conhecida por estar em vários programas de TV: José iniciou na tv primeiro com o humorístico Planeta dos Homens na Rede Globo em 1975 e seu irmão em 1980 com o programa Gente Inocente! na Rede Record.

## História
Os dois irmãos tinha um interesse de trabalharem no rádio, pois José que sendo o mais velho iniciou sua carreira primeiro em 1964 estreando na Rádio Panamericana - atual Jovem Pan. Criou o famoso Tropa do Rádio em 1969, ainda na Pan. José ficou durante cinco anos sob o comando do programa até 1971 quando seu irmão Sérgio começou a trabalhar juntamente com ele. Em 1975 os dois irmãos se separariam pois José migrou-se para a televisão onde fez o Planeta dos Homens assim se mudando para a cidade do Rio de Janeiro para a Rede Globo.
Sérgio ficou a frente do programa até 1980 quando estreou no antigo programa da TV Record Gente Inocente!, o que se tornaria famoso ao público brasileiro. A dupla só foi formado no mesmo programa em 1982 quando José voltou para São Paulo após o fim do programa na Glkobo.  Os dois estraram na Record em 1983 onde ai se formou a dupla José & Sérgio onde até hoje fazem sucesso.
O Tropa do Rádio permaneceu sob a apresentação dos dois na Jovem Pan até 1998 quando foi para a Antena 1.

## Fama
Em 1986 estraram na Rede Manchete nos estúdios de São Paulo onde fizeram primeiramente o Super Semana que acabou revelando os dois para todo o país do Brasil. O programa cujo passava as tarde de segunda a sexta as 15h até as 18h, os dois apresentavam novidades, revelações e reportagens investigativas. O programa começava quando acabava as series japonesas, o programa inspirou o atual TV Fama e o Balanço Geral.
Saiu da Manchete após o fim da emissora em 1999 e ficaram dois anos sua sucessora a RedeTV, foram contratados em 2002 pela Rede Bandeirantes onde fizeram o polemico Enche a Barriga. Os dois apresentavam o programa dás 05h às 07h da manhã antes do Primeiro Jornal.
Devido a complicações com a emissoras pediram demissão em 2012. Atualmente ainda apresentam o Tropa do Rádio, na Rede Antena 1 e o novo programa Surpresas e Fofocas na mesma rádio. Eles estão esquecidos pelo público brasileiro.

## Politica
José Panamas é candidato a deputado federal nas eleições de São Paulo em 2014 pelo PMDB.